# Chalcidoptera orbidiscalis
Chalcidoptera orbidiscalis là một loài bướm đêm trong họ Crambidae.